# Alice Decarli
Alice Nora Decarli (* 26. November 1906 in Kōbe; † 1964) war eine deutsche Schauspielerin, Schnittmeisterin, Rundfunksprecherin und Regisseurin.

## Leben und Wirken
Die im japanischen Kōbe geborene Decarli absolvierte ihre Schauspielausbildung von 1926 bis 1928 in Düsseldorf bei Louise Dumont. Ein erstes Bühnenengagement erhielt sie am Düsseldorfer Schauspielhaus (1928–1929). Es folgten Theaterstationen in Guben (1929–1930), Essen (1931–1935), am Nationaltheater Mannheim (1935–1938) und am English Theatre Berlin (1939). Alice Decarli spielte zunächst oft den Typus der jugendlichen Salondame und der Sentimentalen wie die „Luise“ in Schillers Kabale und Liebe, George Bernard Shaws Jungfrau von Orléans, die „Beatrice“ in Shakespeares Viel Lärm um Nichts und die „Alkmene“ in Heinrich von Kleists Amphitryon.
1940 verlagerte sie ihren künstlerischen Schwerpunkt von der Schauspielerei hin zu anderen Tätigkeiten bei Film und Rundfunk. So war sie von 1940 bis 1945 bei der UFA als Schnittmeisterin tätig. In dieser arbeitete sie u. a. an der unvollendeten UFA-Produktion Der Puppenspieler nach Theodor Storms Pole Poppenspäler.
1946 begann sie eine zweite Karriere als Rundfunksprecherin und -regisseurin beim RIAS in Berlin. Ab 1952 war sie als freie Mitarbeiterin auch für den SFB tätig. Alice Decarli inszenierte Hörspiele nach Marie-Luise Kaschnitz (Die fremde Stimme) und Rabindranath Tagore (Das Postamt) und wirkte selbst in verschiedenen Produktionen als Sprecherin mit, so z. B. als „Therese“ neben Viktor de Kowa in einer Adaption von Jean Giraudoux’ Apollo von Bellac (SFB 1955) und als Sprechstimme in einer Produktion von Mozarts Zauberflöte unter der Leitung von Ferenc Fricsay (RIAS).
Darüber hinaus arbeitete sie umfangreich als Synchronsprecherin. Als Sprecherin wirkte sie auch bei Film- und Fernsehproduktionen mit wie dem Dokumentarfilm Aufstand des Gewissens über die Ereignisse des 20. Juli 1944 (ARD 1954). Als Schauspielerin war sie hingegen nur selten im Film zu sehen, u. a. in dem Märchenfilm Das Sandmännchen (mit Walter Bluhm in der Titelrolle).

## Filmografie (Auswahl)
- 1945 Der Puppenspieler (unvollendet)
- 1955: Das Sandmännchen